# ドラゴン酔太極拳
『ドラゴン酔太極拳』（ドラゴンすいたいきょくけん、原題：笑太極、別名 醉太極、英題：Drunken Tai Chi）は1984年の香港功夫映画。監督はユエン・ウーピン、主演は、これがデビュー作となったドニー・イェン。アクション指導には監督以下実弟たちで構成された袁家班（ユエン・アクションチーム）が担当した。
日本では未公開になるが1985年7月1日にTBS系月曜ロードショーにて『女デブゴン強烈無敵の体潰し!!』の邦題で放映された。その放映前には宣伝のためウーピン監督と邦題にもなった女デブゴンことリディア・サムやサイモン・ユエン・ジュニアらが来日してバラエティー番組に出演。しかし実際は女デブゴンの登場はさほど多くはなく、主役であるドニー・イェンは来日しなかった。
1987年にVHSが発売されるも日本版DVDは未発売。

## 解説
1973年のブルース・リーの死後、香港では急速に功夫映画熱が冷めてきていた。 そこで低迷しつつあった功夫映画に新風を吹き込んだのがコメディと功夫との融合である。1975年、ラウ・カーリョン初監督作『マジッククンフー 神打拳』において詐欺をはたらく青年を主人公にした明るい作風が先駆けとなり、
1978年にはサモ・ハン・キンポーが監督主演武術指導をつとめた『燃えよデブゴン』がヒット、ユエン・ウーピン監督が長く苦しい修行シーンにコメディ要素を取り入れたジャッキー・チェン主演の『スネーキーモンキー 蛇拳』『ドランクモンキー 酔拳』が人気を呼んで、功夫コメディというジャンルを確立した。
しかし80年代に入ると、その立役者の一人であったジャッキー・チェンは脱功夫を目指し、本作公開の前年1983年には『プロジェクトA』1984年に『スパルタンX』を発表。時流は急激に現代を舞台にしたアクション映画へと移行してゆく
。
そんななか旧態依然とした功夫コメディを踏襲したこの映画は興行的にふるわず、現在では、70年代から多く作られてきた、民国時代を舞台に流派を描いた伝統的な功夫コメディ映画の最後の作品と位置付けられている
。
主人公チェンに太極拳を教える師匠役にはウーピン監督の実弟ユエン・チュンヤン。その妻である女デブゴンには、映画やドラマ、TVのバラエティ番組の司会で活躍し「肥肥（フェイ・フェイ）」や「肥姐（フェイ・チェ）」の愛称で親しまれた香港の女優、リディア・サムが扮した。

## ストーリー
塩問屋の次男チェン（ドニー・イェン）は街で傍若無人にふるまう悪ガキのトゥオ（マンディ・チャン）を懲らしめた。トゥオは報復に待ち伏せして花火で攻撃しようとするも、チェンとその兄ヨウ・ピン（サイモン・ユエン・ジュニア）から返り討ちにあい大けがを負う。息子の変わり果てた姿に激怒したトゥオの父（ウォン・タオ）の雇った殺し屋鉄無情（ユエン・シュンイー）が放った火で、チェンは父（リー・クァン）と兄を殺されてしまう。家族と帰る家を失くした彼は、たまたま知り合った人形遣い（ユエン・チュンヤン）とその妻女デブゴンことピーメイ（リディア・サム）の家に居候することになった。
ある日街で誘拐されそうになった少年を助けたチェンだったが、実は少年は仇である鉄無情の息子。息子を送り届けたチェンを見るや生き残った1人だと分った殺し屋から命を狙われる。訳が分らずほうほうの体で逃げ帰った彼は、太極拳の達人である人形遣いのもとで厳しい修業を開始。やがてトゥオの父の誕生日、人形の出し物を依頼された師匠の助手として訪れた先で自分の父と兄が殺された真相を知ったチェンは復讐を決意する。

## 出演
| 役名                 | 俳優                                 | 日本語吹替 |
| -------------------- | ------------------------------------ | ---------- |
| チェン・ドウ         | ドニー・イェン（甄子丹）             | 古川登志夫 |
| 人形遣い             | ユエン・チュンヤン（袁祥仁）         | 大木民夫   |
| 女デブゴン、ピーメイ | リディア・サム（沈殿霞）             | 北島マヤ   |
| 殺し屋、鉄無情       | ユエン・シュンイー（袁信義）         | 若本規夫   |
| ヨウ・ピン           | サイモン・ユエン・ジュニア（袁日初） | 稲葉実     |
| トゥオ・シェー       | マンディ・チャン（陳志文）           | 屋良有作   |
| トゥオ・シェーの父   | ウォン・タオ （王道）                | 平林尚三   |
| チェンの父           | リー・クァン（李昆）                 | 大山豊     |

・日本語吹替：初回放送1985年7月1日TBS『月曜ロードショー/女デブゴン強烈無敵の体潰し!!』

## エピソード
- ディスコに通いダンスが得意だった当時のドニー・イェンの個性を活かし、功夫アクションのほか劇中ではブレイクダンスやパントマイム、ムーンウォークなども披露している。

- これがデビュー作となったドニー・イェンにとって、初めての映画撮影は戸惑うことの連続であった。2012年に受けた“CNN TALK ASIA” のインタビューで当時の様子を彼はこう語っている。「私はカメラの前での最初のショットを覚えています。すごくナーバスになっていて自分が何をしているかもわかりませんでした。当時の映画撮影はとても原始的。たった1台のカメラ、プレイバックもなく常に据え置きで「さぁ好きにやれ！」。功夫映画では芝居する必要などなく、朝6時から日が暮れるまで 同じパンチを打つんです、繰り返し繰り返し。その頃の功夫映画では監督と俳優の間では質問などもってのほか、「黙ってやれ」とまるで軍隊の訓練のようでした。彼らはどうすればいいかは教えません。怒鳴られて学ぶしかないのです」[5]。

## スタッフ
- 監督 ：ユエン・ウー・ピン（袁和平）
- 武術指導　：袁家班（ユエン・アクションチーム）
- 製作 ：チョー・リン・コン（周令剛）、ワン・ホワ・ウー（王華武）
- 脚本 ：ユエン・ウーピン、ブランディ・ユエン（袁振洋）
- 撮影 ：チェン・ロンシュー（陳榮樹）
- 音楽 ：タン・シュウラム（鄧少林）